# Жіноча юніорська збірна Південної Кореї з хокею із шайбою
Жіноча юніорська збірна Південної Кореї з хокею із шайбою — національна жіноча юніорська збірна Південної Кореї, яка представляє свою країну на міжнародних змаганнях з хокею із шайбою. Функціонування команди забезпечується Федерацією хокею Південної Кореї, яка є членом ІІХФ.

## Історія
Дебютувала збірна Південної Кореї на чемпіонаті світу 2019 у кваліфікаційному тірнірі. У першій грі кореянки здобули мінімальну перемогу 1–0 над іспанками. Південна Корея здобула перемогу в наступних двох іграх, зокрема над збірної Мексики 5–0. У півфіналі здолали збірну Австралії. У фіналі здолали Казахстан по булітах 4–3. За підсумками турніру посіли перше місце та підвищились до першого дивізіону.
У січні 2020 року Південна Корея виступала в першому дивізіоні Групі В у польському Катовиці, де посіли підсумкове четверте місце.
За підсумками чемпіонату 2025 року, кореянки посіли шосте місце та вибули до Другого дивізіону.

## Виступи на чемпіонатах світу
- 2019 — 1 місце (Дивізіон ІВ кваліфікація)
- 2020 — 4 місце (Дивізіон ІВ)
- 2022 — 4 місце (Дивізіон ІВ)
- 2023 — 4 місце (Дивізіон ІВ)
- 2024 — 5 місце (Дивізіон ІВ)
- 2025 — 6 місце (Дивізіон ІВ)